# Howz

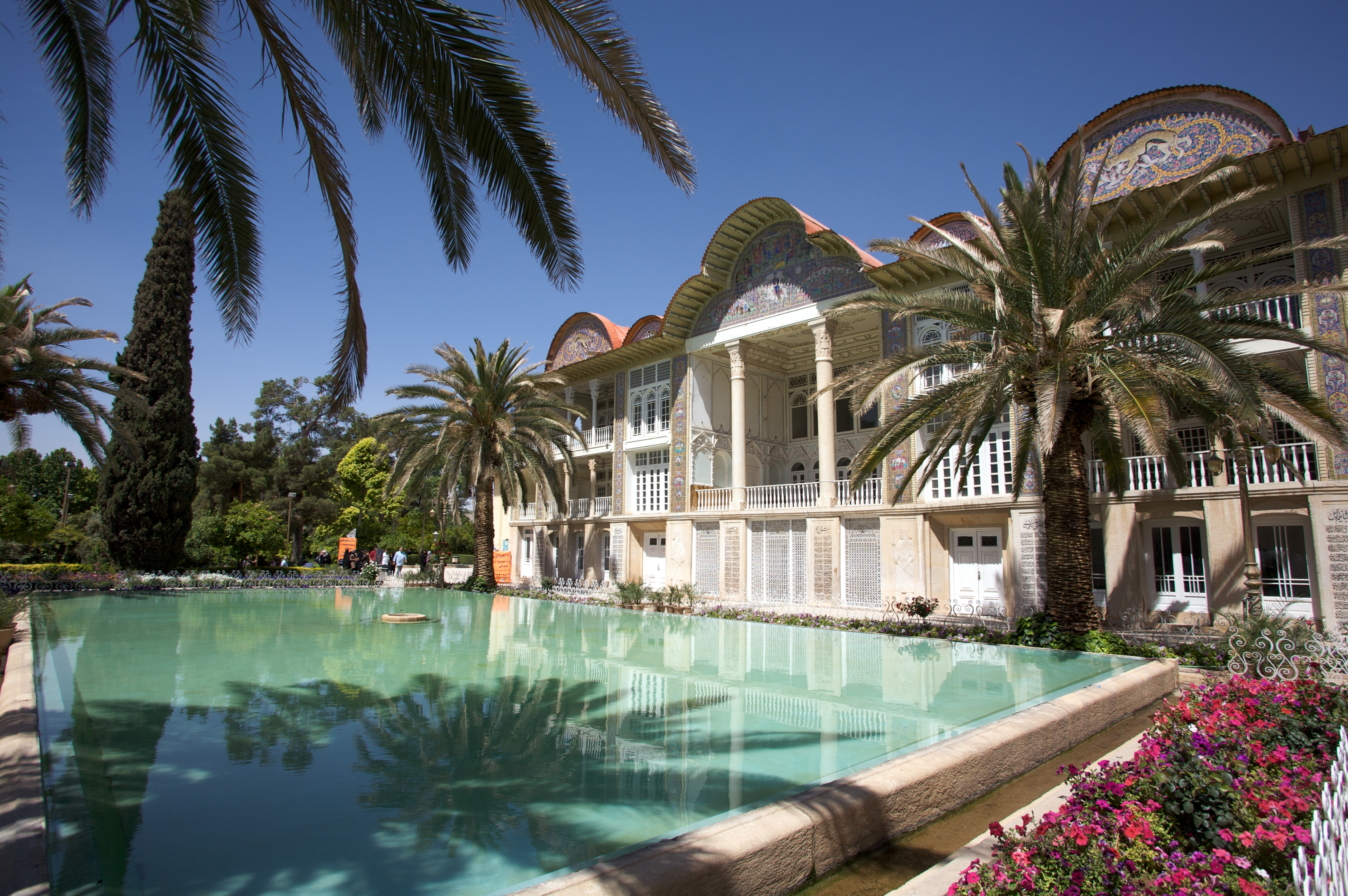
Howz no Jardim de Eram, Xiraz, Irão

Um howz (em persa: حوض), também chamado ou grafado hauz, haouz ou hovuz noutras línguas, é um elemento da arquitetura tradicional persa ou de inspiração persa que se refere a um tanque ou lago artificial posicionado de forma central e simétrica, tipicamente num pátio ou jardim. è um dos elementos dos jardins persas.
Em casas ou pátios privados, pode ser usado para tomar banho, para embelezamento ou para ambos os fins. Os howzes dos ṣaḥns (pátios) de mesquitas são usados para abluções. Usualmente os howzes são pouco profundos (tipicamente com cerca de 30 cm). Por vezes são usados como uma espécie de plateia, onde espectadores se sentam enquanto assistem a atuações de artistas em sua volta.

## Notas e referências

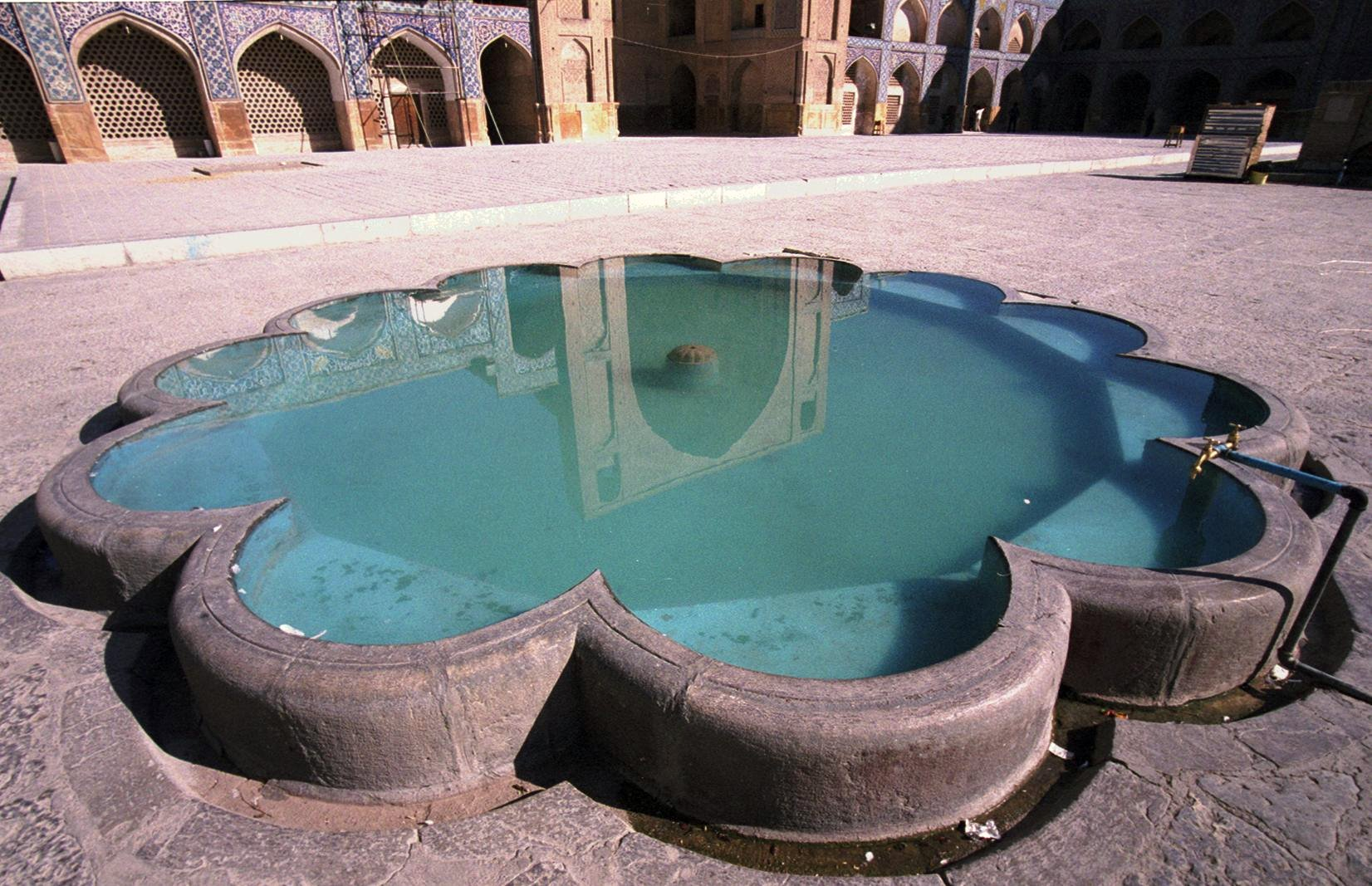
Howz no ṣaḥn (pátio) da Grande Mesquita de Ispaã, Irão
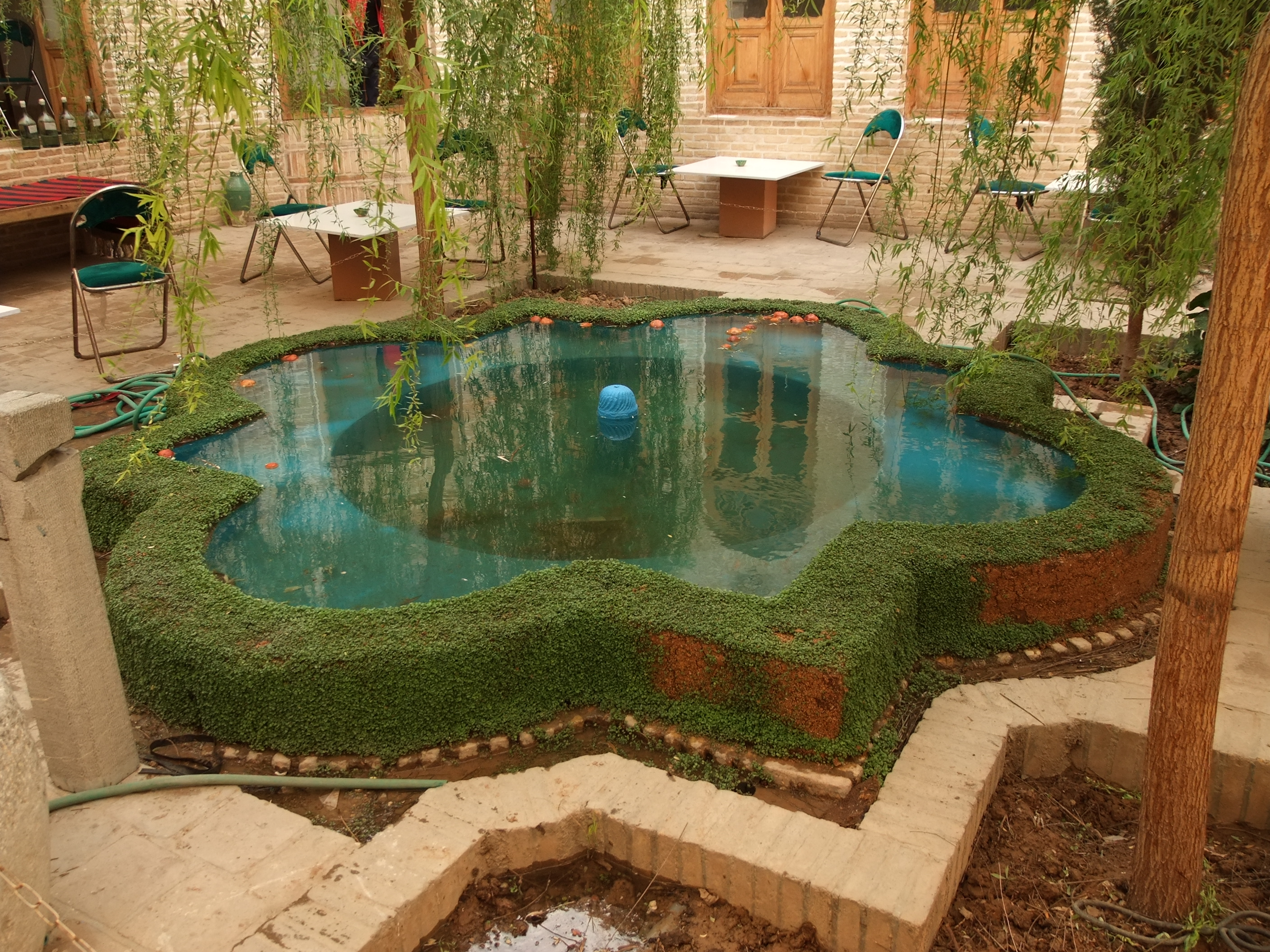
Howz na sede do Banco Imperial de Iazde, Irão
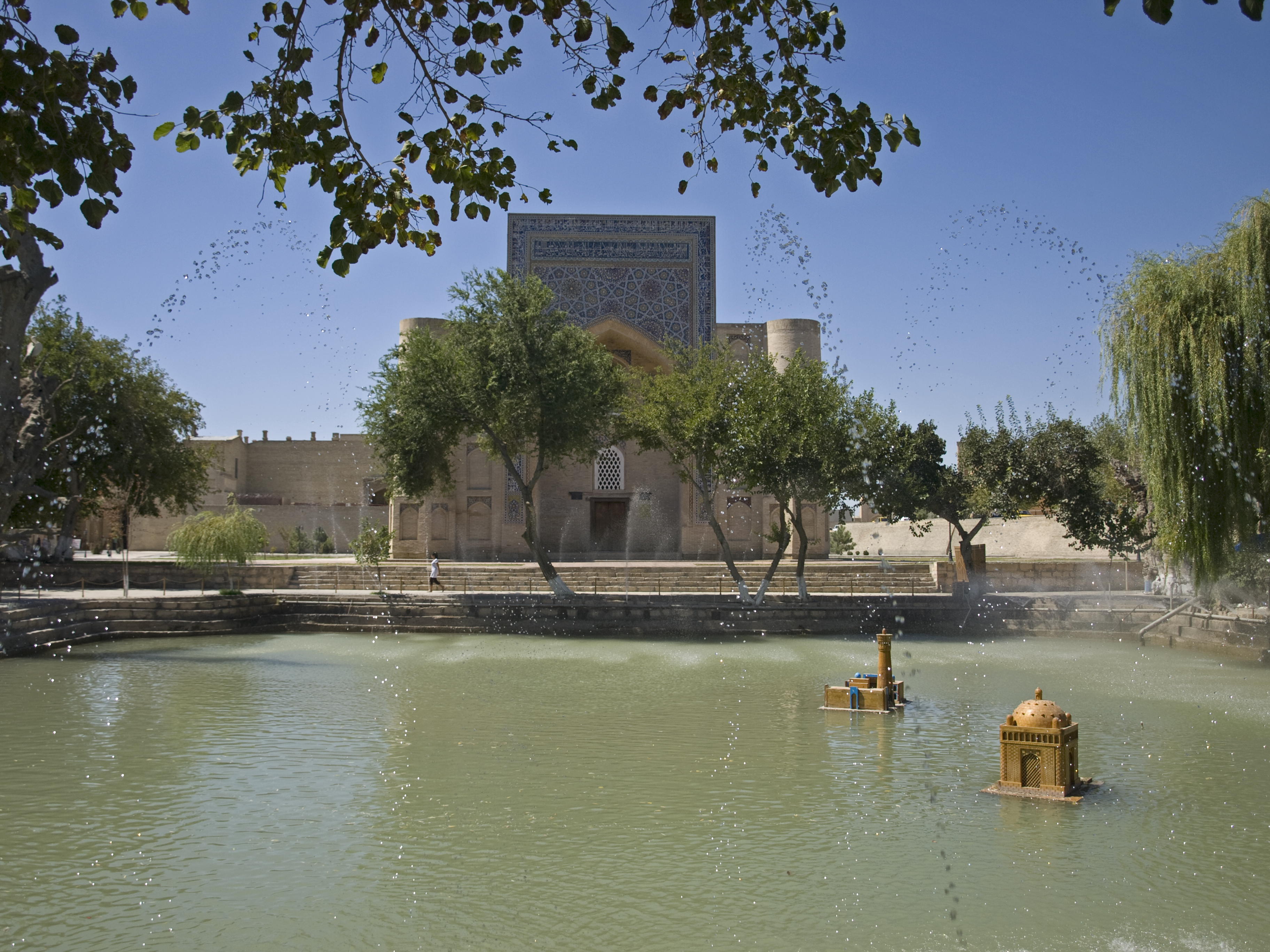
Hovuz ou hauz no conjunto monumental Labi Hovuz, Bucara, Usbequistão
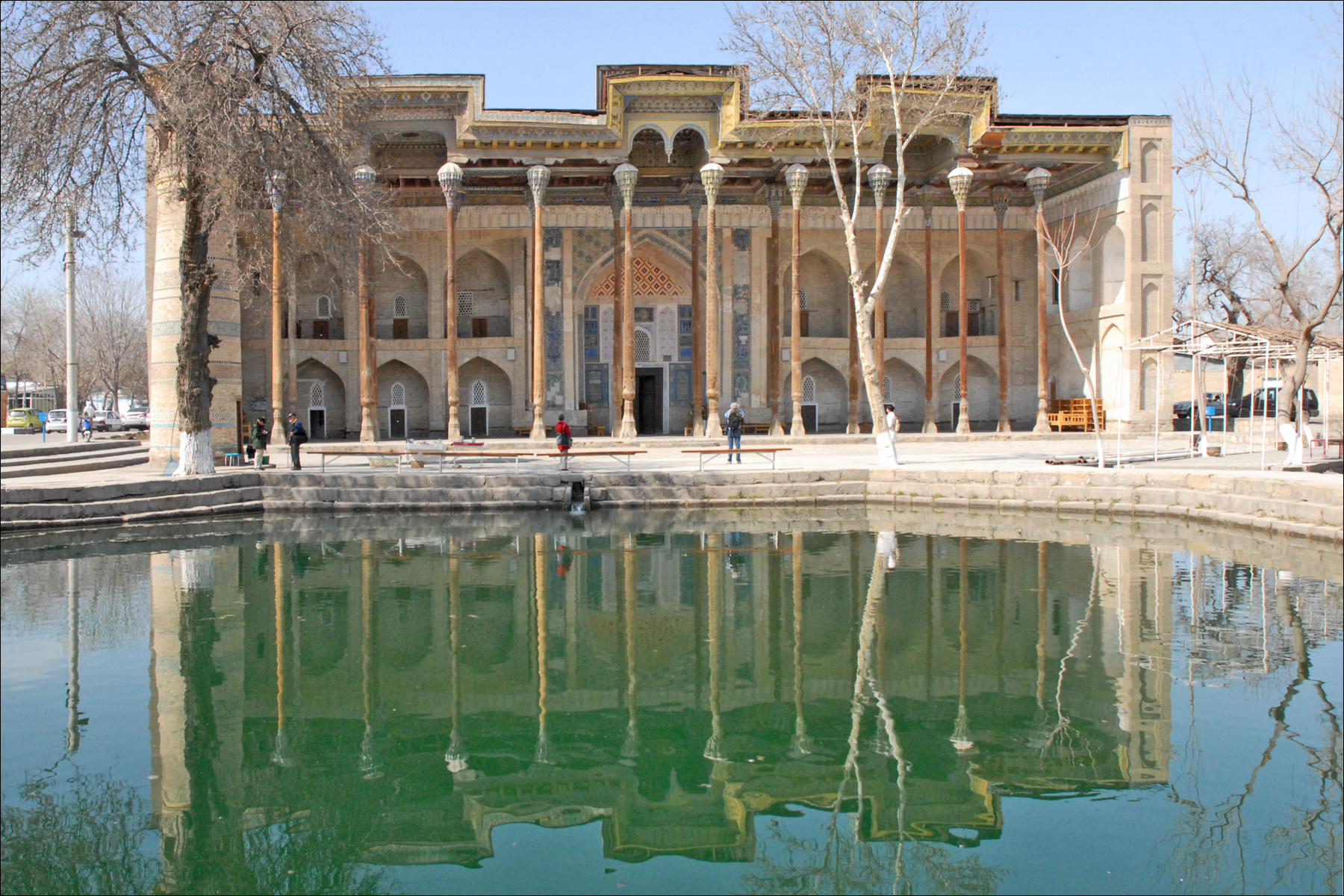
Hauz em frente à Mesquita Bolo Hauz, Bucara, Usbequistão